# Zach Bitter
Zach Bitter (21 januari 1986) is een Amerikaanse ultramarathonloper. Hij behaalde de wereldrecords voor de 100 mijl (160,9 km, looppiste) en de 12-uur (looppiste).

## Loopbaan
Bitter behaalde beide records tijdens de Six Days in het Dome-evenement in Milwaukee, Wisconsin, op 24 augustus 2019. Zijn 100 mijl-record bedraagt 11 uur, 19 minuten en 13 seconden. Dit was 11 minuten sneller dan Oleg Kharitonov, die in 2002 het record vestigde. Dit was ook 20 minuten sneller dan zijn persoonlijk record (11:40:55). Nadat hij het 100-mijlrecord behaalde, bleef Bitter nog 40 minuten lopen en verbeterde daarmee zijn eigen wereldrecord voor de 12 uur tot 104,8 mijl (168,7 km), een verbetering van meer dan 4,8 kilometer ten opzichte van zijn vorige.
Bitter studeerde van 2005 tot 2008 aan de University of Wisconsin in Stevens Point. Hij was er lid van de teams Track and Field (pistelopen) en Cross Country (veldlopen).
"Bij UW-SP leerde ik dat ik beter leek te presteren naarmate de afstanden langer werden, dus ultralopen was voor mij een logische sport," zei Bitter.

## Persoonlijke records
| Onderdeel      | Prestatie | Datum            | Plaats        |
| -------------- | --------- | ---------------- | ------------- |
| halve marathon | 1:10.58   | 3 maart 2019     | The Woodlands |
| marathon       | 2:31.45   | 30 april 2011    | Urbana        |
| 100 km         | 6:48.53   | 21 november 2014 | Doha          |